# 스파니아 GTA
스파니아 GTA(영어: Spania GTA)는 스페인의 스포츠카 제조업체로 본사 및 생산 공장은 스페인 발렌시아주 리바 로자 드 트리아에 위치해 있다. 1994년에 도밍고 오초아에 의해 설립 했으며 설립 초기에 발렌시아주 또랑뜨에 위치했다. 또한 GTA 모터 컴페티시온의 경우 스페인의 모터스포츠 팀으로 도밍고 오초아가 만든 팀이다. 2008년부터 스파니아 GTA 스파노 개발에 착수했으며, 2017년에 재정 문제로 2대 판매에 그쳤지만, 영국과 싱가포르의 판매 및 투자한 결과 현재에 이르고 있다.

## 주요 차종
- 스파니아 GTA 스파노